# 헬릭스미스
주식회사 헬릭스미스(영어: Helixmith)는 서울특별시에 본사를 두고 있으며 미국 샌디에이고에 지사를 둔 생명공학 기업이다. 이 회사는 신경근 및 허혈성 질환을 위한 비바이러스성 플라스미드 DNA 프로그램, 여러 유형의 고형 종양을 표적으로 하는 CAR-T 프로그램, 신경근 질환을 표적으로 하는 AAV 벡터 프로그램을 포함하여 광범위한 유전자 치료 파이프라인을 보유하고 있다. 주요 유전자는 Engensis(VM202)로, 현재 미국에서 당뇨병성 말초 신경병증(DPN)에 대한 3상 임상에 있다. Engensis(VM202)는 간세포 성장 인자(HGF)의 두 가지 동형인 HGF 728과 HGF 723을 동시에 발현하도록 설계된 플라스미드 DNA이다. DPN 외에도 Engensis는 당뇨병성 족부 궤양(DFU), 근위축성 측색 경화증(ALS), 관상 동맥 질환(CAD), 파행, 샤르코-마리-투스병(CMT)에 대한 연구도 진행 중이다.

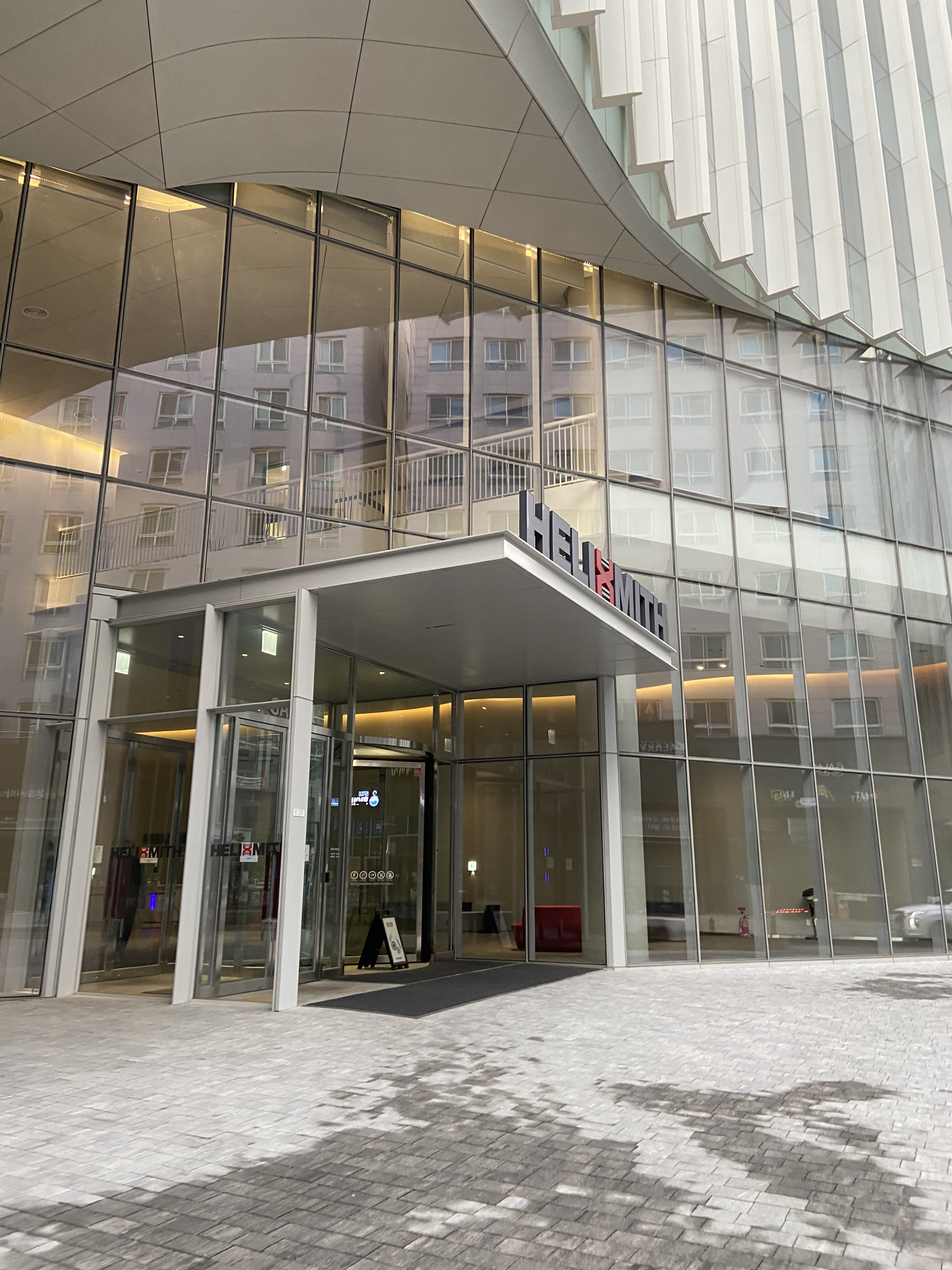
헬릭스미스의 본사

## 역사
1996년 서울대학교 캠퍼스 내 최초의 스타트업으로 설립되었으며, 1999년 바이로메드로 사명을 변경하였다. 이 회사는 2006년부터 코스닥에 상장되어 있다. 2019년 4월, 회사명을 헬릭스미스로 변경하고 본사를 서울대학교 내 기존 연구 시설에서 서울 마곡으로 이전했다.

## 개요
헬릭스미스의 주요 사업 분야는 유전자 치료 개발이다. 주요 유전자 치료 제품은 엔젠시스(VM202)로, 간세포 성장 인자(HGF)라는 치료 유전자를 암호화하는 비바이러스성 플라스미드 DNA이다. 엔젠시스는 미국에서 당뇨병성 말초신경병증(DPN, 3상) 치료제로 개발되고 있다. 또한 당뇨병성 족부궤양(DFU, 3상), 근위축성 측색경화증(ALS, 2상), 관상동맥질환(CAD, 2상), 파행(2상), 샤르코-마리-투스병(CMT, 1/2a상) 치료제로도 연구되고 있다.